# Sverdrup Gold Medal Award
De Sverdrup Gold Medal Award is een prijs die wordt uitgereikt door de American Meteorological Society aan wetenschappers die een verdienstelijke bijdrage hebben geleverd tot de oceanografie of tot de studie van interacties tussen oceanen en atmosfeer. De prijs werd vernoemd naar de Noorse oceanograaf en meteoroloog Harald Sverdrup.

## Ontvangers (selectie)
- 1964 - Henry Stommel
- 1966 - Walter H. Munk
- 1991 - Klaus Wyrtki
- 1996 - Julian P. McCreary Jr.
- 2007 - David K. Anderson
- 2008 - Dean H. Roemmich
- 2010 - Bruce A. Warren
- 2011 - Eric A. D’Asaro
- 2012 - Allan J. Clarke
- 2013 - Ken Melville
- 2014 - John Marshall
- 2015 - Claude Frankignoul
- 2016 - Michael McPhaden
- 2017 - Shang-Ping Xie
- 2018 - Michael Alexander
- 2019 - Fei-Fei Ji
- 2020 - Peter R. Gent